# Calacia
Calacia (en latín Calatia) fue una antigua ciudad de la Campania en Italia, situada a unos 9 km al sureste de Capua, en la actual comuna de Maddaloni de la provincia de Caserta. Se ubicaba en el lugar donde se halla la iglesia de San Giacomo alle Galazze, no quedando ruinas de la ciudad, aunque sí una gran cantidad de restos materiales dispersos, y una necrópolis prerromana que fue parcialmente excavada en 1882. Se encontraron diez escalones alineados hechos con bloques de tosca, que pudieron haber sido los accesos a las tumbas, o bien haber servido como pozos. 
La historia de Calacia es prácticamente la misma que la de su importante vecina Capua, pero gozaba de cierta importancia estratégica ya que se hallaba en el lugar donde la Vía Apia se unía a la Vía Popilia. Al igual que sucedía en Capua, la Via Apia abandonaba su dirección habitual hacia el Sureste para discurrir hacia el Este a lo largo de 2000 pies oscos (550 metros) antes de retomar su sentido sureste, bifurcándose además en el camino que llevaba hacia el Este a través de los Apeninos.
En las inmediaciones de Calacia acampó el ejército romano que luego fuera derrotado por los samnitas en la batalla de las Horcas Caudinas en el año 321 a. C. En el año 313 a. C. los samnitas conquistaron la ciudad, pero fue recuperada por el dictador Fabio Máximo Ruliano; los samnitas volvieron a tomarla dos años después, pero debió ser recuperada de nuevo por los romanos en una fecha ignota. En el siglo III a. C. acuñó su propia moneda con inscripciones oscas, un signo de su autonomía; aunque más adelante sería sometida por Capua, con la que compartió su suerte tras la conquista romana durante la segunda guerra púnica. No obstante, sus murallas fueron reparadas por los censores en el año 174 a. C.; posteriormente, Julio César establecería en este lugar una colonia en el año 59 a. C.